# Église Saints-Cyrille-et-Méthode de Prague
Pour les articles homonymes, voir Église Saints-Cyrille-et-Méthode.
Ne doit pas être confondu avec Cathédrale Saints-Cyrille-et-Méthode de Prague.
L'église Saints-Cyrille-et-Méthode de Prague est une église de style néo-roman située en Tchéquie, à Prague, dans le district de Karlín. C'est l'une des plus importantes églises construites en Bohême au XIXe siècle.

## Historique
La construction a été financée grâce à une souscription dans tout le pays, à laquelle participa l'Empereur d'Autriche Ferdinand Ier et l'Impératrice. Les travaux ont commencé en 1854 et se sont achevés en 1863, pour le millième anniversaire de l'arrivée de Cyrille et Méthode. 
Les architectes sont Carl Roesner (1804–1869), professeur d'architecture à Vienne, et Vojtěch Ignác Ullmann mais beaucoup de détails ont été modifiés par l'architecte pragois Vojtěch Ignác Ullmann (1822–1897).
C'est en ses murs que se réfugièrent les résistants Jan Kubis et Jozef Gabčík après l'attentat qui coûta la vie à Reinhard Heydrich.

## Dimensions
Les dimensions de l'édifice sont les suivantes : 

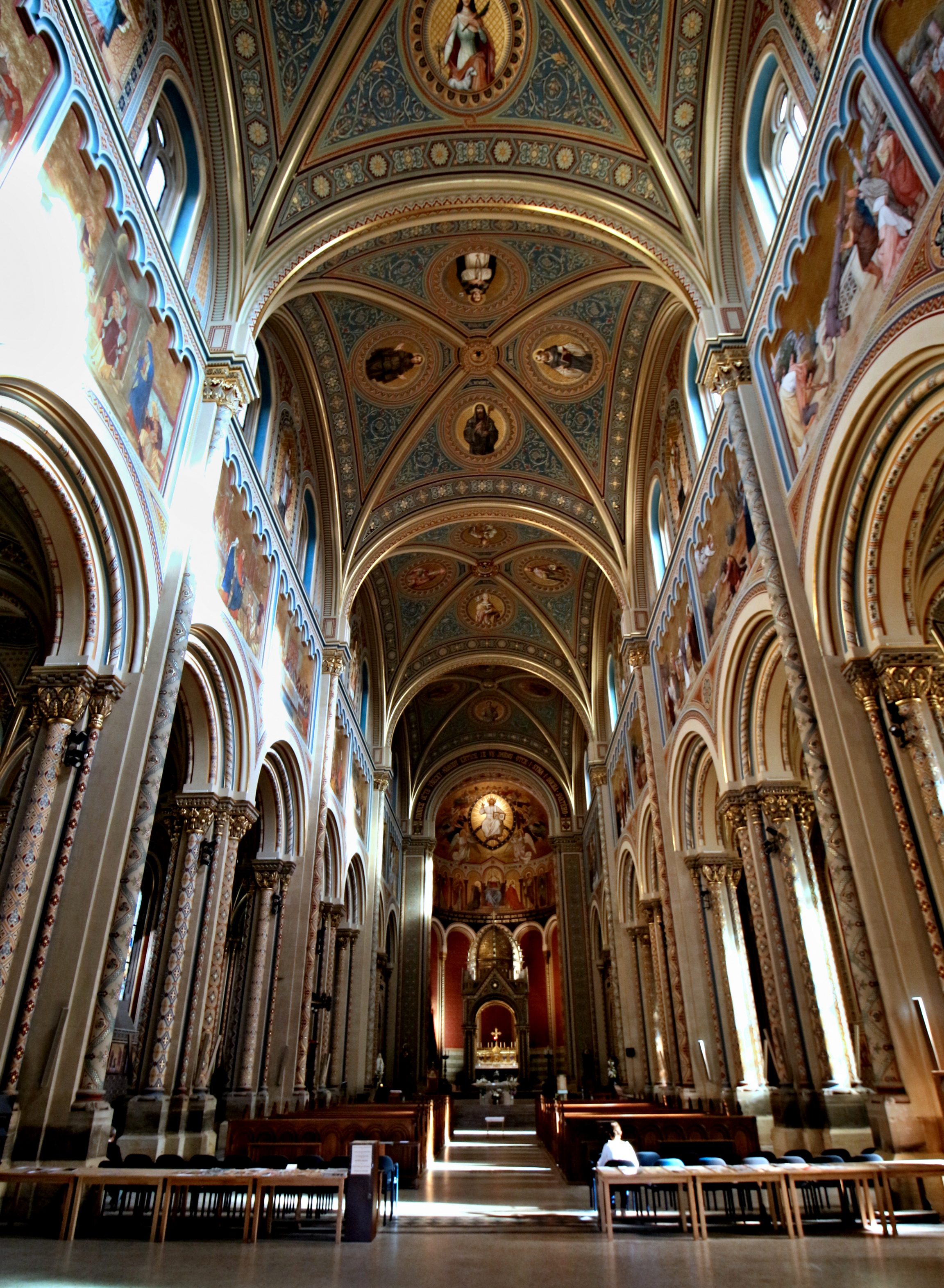
Intérieur de l'église

- Hauteur de la nef : 27,5 m ;
- Longueur : 75 m ;
- Hauteur des tours : 78 m ;
- Largeur : 31 m.

## Référence
1. 1 2  (cs) « Kostel sv. Cyrila a Metoděje », sur le site internet de la mairie de Prague 8 (consulté le 13 juin 2020).